# Charge bidirectionnelle
Une charge bidirectionnelle est la capacité qu'a un chargeur embarqué équipant un véhicule électrique à gérer les flux électriques entrants et sortants.

## Description
Le V2L Vehicle-to-Load permet d'alimenter des appareils électriques extérieurs, type : gonfleur électrique, barbecue électrique, chargeur de VAE, etc.
Le V2G Vehicle-to-Grid permet de transférer de l'électricité sur le réseau, cela contribue à l'équilibrage de celui-ci, si un nombre significatif de véhicules est relié en même temps.
Le V2H Vehicle-to-Home permet d'alimenter une maison, en cas de coupure d'alimentation ou dans le cas d'un logement non raccordé au réseau type chalet reculé, mobil home.
L'ensemble de ces fonctionnalité est regroupé sous le therme V2X vehicle-to-everything, permettant donc de redistribuer l’énergie stockée dans la batterie d’un véhicule vers n’importe quel type de appareil ou réseau,,.

## Application
| Marque        | Modèle                 | Technologie (V2L, V2G, V2H) | Puissance (V2L) | Puissance (V2G) | Puissance (V2H) | Remarques                                                    |
| ------------- | ---------------------- | --------------------------- | --------------- | --------------- | --------------- | ------------------------------------------------------------ |
| Audi          | e-tron GT              | V2L                         | 2,3 kW          | -               | -               |                                                              |
| Audi          | Q4 e-tron              | V2L                         | 2,3 kW          | -               | -               |                                                              |
| BMW           | i3                     | V2L                         | 1,2 kW          | -               | -               | Disponible via des accessoires tiers.                        |
| BYD           | Atto 3                 | V2L                         | 3 kW            | -               | -               |                                                              |
| BYD           | Dolphin                | V2L                         | 3 kW            | -               | -               |                                                              |
| BYD           | e6                     | V2L                         | 3 kW            | -               | -               |                                                              |
| BYD           | Seal                   | V2L                         | 3 kW            | -               | -               |                                                              |
| BYD           | Tang EV                | V2L                         | 3 kW            | -               | -               |                                                              |
| Citroën       | C-ZERO                 | V2G                         | -               | 3,7 kW          | -               | Pionnier du V2G grâce au connecteur CHAdeMO.                 |
| Dacia         | Spring                 | V2L                         | 3,5 kW          | -               | -               | Depuis 2024.                                                 |
| Ford          | Ford F-150 Lightning   | V2L, V2H                    | 9,6 kW          | -               | 9,6 kW          | Peut alimenter une maison en cas de panne de courant.        |
| Hyundai       | Ioniq 5                | V2L, V2G                    | 3,6 kW          | 1,6 kW          | 3,6 kW          | Permet d’alimenter un appareil ou une maison temporairement. |
| Hyundai       | Ioniq 6                | V2L, V2G                    | 3,6 kW          | 1,6 kW          | 3,6 kW          | Permet d’alimenter un appareil ou une maison temporairement. |
| Hyundai       | Kona                   | V2L, V2G                    | 3,6 kW          | 1,6 kW          | 3,6 kW          | A partir du modèle 2024.                                     |
| Kia           | EV6                    | V2L, V2G                    | 3,6 kW          | 1,6 kW          | 3,6 kW          | Système identique à la Ioniq 5.                              |
| Kia           | EV9                    | V2L, V2G                    | 3,6 kW          | 1,6 kW          | 3,6 kW          |                                                              |
| Kia           | Niro EV                | V2L, V2G                    | 3,6 kW          | 1,6 kW          | 3,6 kW          |                                                              |
| Mercedes-Benz | EQS                    | V2G                         | -               | 11 kW           | -               |                                                              |
| MG            | 4                      | V2L                         | 2,2 kW          | -               | -               | Depuis le lancement des modèles.                             |
| MG            | 5                      | V2L                         | 2,2 kW          | -               | -               | Depuis le lancement des modèles.                             |
| MG            | Marvel R               | V2L                         | 2,2 kW          | -               | -               | Depuis le lancement des modèles.                             |
| MG            | EHS                    | V2L                         | 2,2 kW          | -               | -               | Depuis le lancement des modèles.                             |
| MG            | ZS EV                  | V2L                         | 2,2 kW          | -               | -               | Depuis le lancement des modèles.                             |
| Mitsubishi    | i MiEV                 | V2G                         | -               | 3,7 kW          | -               | Pionnier du V2G grâce au connecteur CHAdeMO.                 |
| Mitsubishi    | Outlander PHEV         | V2G                         | -               | 3,7 kW          | -               | Depuis 2014                                                  |
| Nissan        | Leaf                   | V2G                         | -               | 6 kW            | -               | Pionnier du V2G grâce au connecteur CHAdeMO.                 |
| Nissan        | e-NV200                | V2G                         | -               | 6 kW            | -               | Pionnier du V2G grâce au connecteur CHAdeMO.                 |
| Peugeot       | E-3008                 | V2L                         | 3 kW            | -               | -               | Depuis le lancement du modèle.                               |
| Peugeot       | iON                    | V2G                         | -               | 3,7 kW          | -               | Pionnier du V2G grâce au connecteur CHAdeMO.                 |
| Renault       | Megane E-Tech Electric | V2L, V2G                    | 3,7 kW          | 7,4 kW          | -               | Depuis la MàJ de mars 2025, mais pas avec le chargeur 22 kW. |
| Renault       | Scénic E-Tech Electric | V2L, V2G                    | 3,7 kW          | 7,4 kW          | -               | Depuis la MàJ de mars 2025.                                  |
| Renault       | 4L électrique          | V2L, V2G                    | 3,7 kW          | 7,4 kW          | -               | Nouvelle technologie pour le constructeur au losange.        |
| Renault       | R5 électrique          | V2L, V2G                    | 3,7 kW          | 7,4 kW          | -               | Nouvelle technologie pour le constructeur au losange.        |
| Rivian        | R1T                    | V2L                         | 1,5 kW          | -               | -               | Possibilité d'alimenter des équipements externes.            |
| Rivian        | R1S                    | V2L                         | 1,5 kW          | -               | -               | Possibilité d'alimenter des équipements externes.            |
| Tesla         | Model 3                | V2L                         | -               | 9 kW            | -               | Depuis 2021,via des accessoires comme le Tesla Powerwall.    |
| Volkswagen    | ID.4                   | V2L                         | 2,2 kW          | -               | -               | Disponible en option sur certains modèles.                   |